# Andrés García Prieto

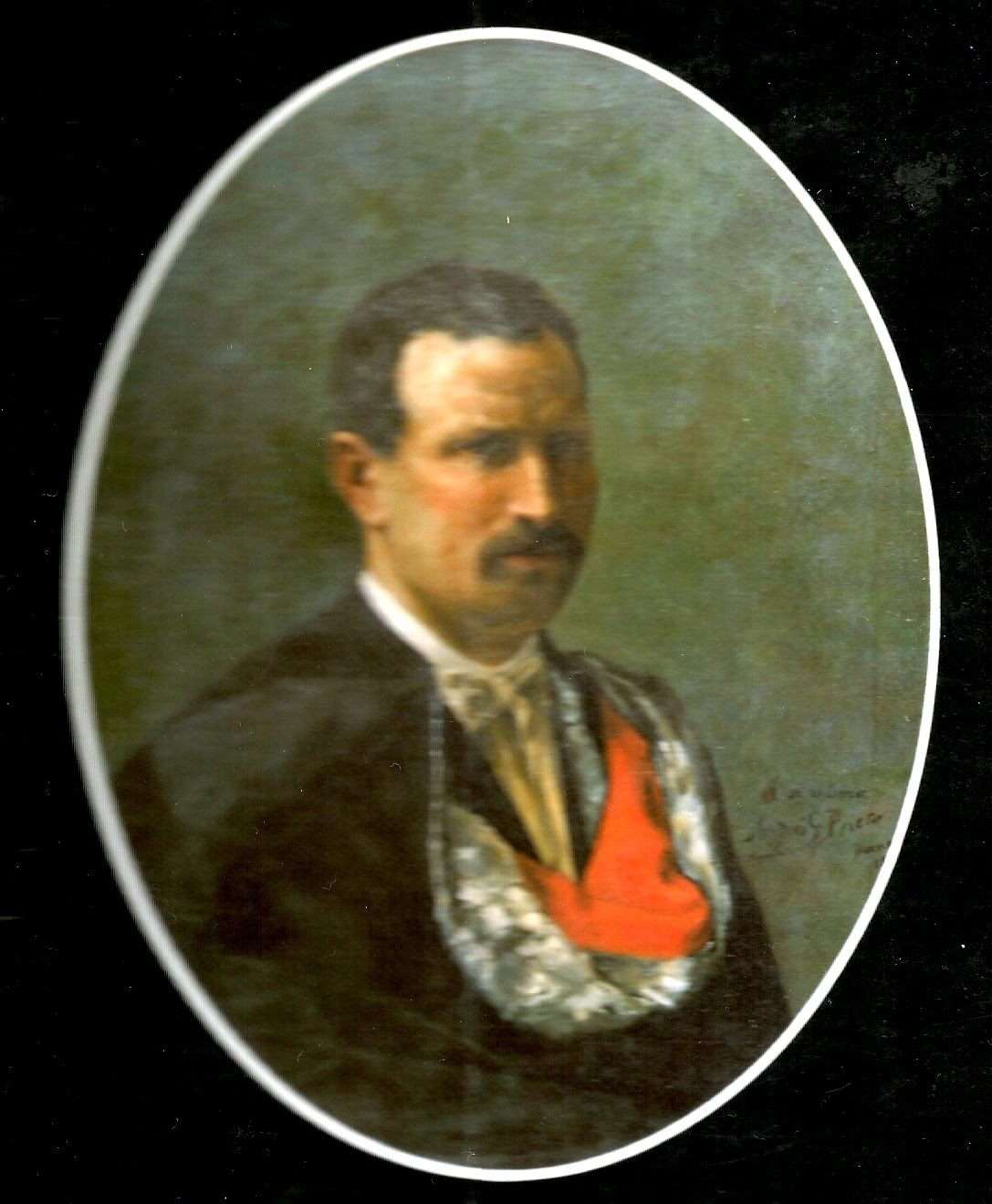
Autorretrato de Andrés García Prieto 1887

Andrés García Prieto (Peral de Arlanza, Burgos, 19 de enero de 1846 - Santander, 18 de noviembre de 1915) fue un pintor español .

## Orígenes
Andrés García Prieto nace en Peral de Arlanza, provincia de Burgos, el 29 de noviembre de 1846, siendo bautizado al día siguiente en la iglesia parroquial del pueblo y apadrinándole sus abuelos paternos Clemente García, natural de Peral, y Raimunda Cires, de Palenzuela, localidad próxima perteneciente a Palencia. Los padres del futuro pintor fueron Gabino García Cires y María Prieto Gento, los dos de Peral de Arlanza así como sus abuelos maternos, Ángel Prieto e Isabel Gento. 
Fue el segundo de siete hermanos, tres mujeres y cuatro varones: Mónica, Andrés, Valentín, Áurea, Ezequiel, Emerenciano y Cayetana, de los cuales  menos de la mitad no alcanzaron una edad adulta. 
El pueblo donde el artista A. García Prieto viene a la vida, Peral de Arlanza, se encuentra limítrofe con tierras palentinas y en la carretera de Lerma a Quintana del Puente, siguiendo el curso del río Arlanza. Peral tuvo su origen en el siglo XI como perteneciente a Palenzuela, más tarde, toma la denominación de "Villa de Peral", después Peral de Arlanza y provincia de Burgos. 
La carretera cruza el río, justo antes de llegar a Peral, y ese puente de piedra parece haber sido determinante en la formación artística de Andrés García Prieto, cuyos padres, labradores acomodados, solían disponer ocasionalmente su casa como mesón. En ella alojaron al personal técnico desplazado al pueblo para preparar los estudios de realización del mencionado puente; donde mostrarían los planos y demás dibujos, que el joven Andrés debió seguir con enorme interés.Un joven que ya no lo era tanto y menos para la época, pues andaba por los veintisiete años, mayor para aquellos tiempos. Además atípico puesto que no intervenía en las labores del campo a causa del accidente sufrido de muy joven al disparársele una pistola que curioseaba, y herirle gravemente el proyectil en una pierna. 
Sorprendidos de la cualidades y talento innato del joven para el dibujo, los citados técnicos debieron convencer a sus padres de que Andrés debería estudiar dibujo y pintura en Madrid.

## Desarrollo artístico y reconocimientos
Andrés García Prieto asiste en 1875 a las clases de Dibujo que el profesor Germán Hernández Amores tenía en la Plaza de los Mostenses de Madrid. En julio de 1875, el citado maestro G. Hernández Amores certifica que A. García Prieto ha obtenido la calificación de sobresaliente en los exámenes a los veintinueve años. 
Este pintor burgalés que supera uno por uno los cursos y con excelentes notas, y pasa directamente de la Escuela de Madrid a la Academia Española de Roma.
En 1876 acude Andrés García Prieto a la Diputación Provincial de Burgos solicitando una subvención anual de "cinco o seis mil reales" para proseguir sus estudios y terminar la carrera, acompañando certificación de su maestro Germán Hemández Amores, que "espera de él una gran aplicación y entusiasmo por el arte". Y regala García Prieto a la Diputación un retrato de S.M. el Rey Alfonso XII, que colocan en el Salón de Sesiones, concediéndole por dicho cuadro un premio de trescientas setenta y cinco pesetas. Es abril de 1876. Insiste el pintor ante la Diputación dos años después en solicitud de ayuda para terminar sus estudios, y presenta un certificado de la Escuela Especial de Pintura, Escultura y Grabado, en el que consta que A. G. P. se hallaba matriculado, en el curso de 1876-77, en las clases de: Anatomía Pictórica, Dibujo del natural, Colorido, Perspectiva, Dibujo y Modelado del antiguo, Antiguo y Ropajes, Teoría e Historia de las Bellas Artes, y Paisaje Superior. Y que en los exámenes de fin de curso mereció el premio de Medalla en la l.ª, Diploma de Accésit en la 2,ª, notas de sobresaliente en las 3.ª y 4.ª; notable en Antiguo y Ropajes, y de Aprobado, en el Dibujo y Modelado del antiguo. 
La Comisión Provincial de Fomento propone que se consigne en el próximo presupuesto la cantidad de mil pesetas como ayuda; y también que se pidan informes a la Academia de Bellas Artes "sobre la capacidad de dicho García Prieto en el arte de la pintura y si promete adelantar en ella". 
Se le conceden en abril de 1878 las mil pesetas, a consignar en el próximo ejercicio, y en veintiséis del mismo mes hay un oficio de Director de la Escuela de Bellas Artes, el pintor D. Carlos Luis de Ribera, a la Diputación burgalesa, manifestando que el alumno de aquella Escuela, Andrés García Prieto "es digno de que la Provincia le proteja, por ser un joven muy aventajado y estudioso. 
A finales de 1878, Andrés G. Prieto solicita de la Diputación de Burgos frutar la ayuda por el tiempo que duren sus estudios. Regala a la Corporación Provincial una copia del cuadro de Diego Velázquez "Los borrachos", (óleo u/lienzo, 183 x 83 cm.), y también el que titula "Paisaje de la casa de Campo", el que se dice en el oficio de la Diputación "cuyo original es de D. Carlos de Haes”.
Se acompaña un certificado del profesor secretario de la Escuela Especial, D. Esteban Aparicio, acreditando la matriculación en el curso 1877-78 y las notas obtenidas, destacando el premio obtenido de Quinientas pesetas, que concedía el Ministerio de Fomento al alumno más aventajado en la asignatura de Pintura de Historia. Se hace preciso destacar la importancia de este Premio, ya que era por oposición y se otorgaba solamente uno. 
En el presupuesto de 1879 se le conceden otras mil pesetas a Andrés G. Prieto y éste, en mayo de 1860 regala a la Diputación en prueba de gratitud, un retrato de S. M. el Rey Alfonso XII "de cuerpo entero y tamaño natural". 
Definida ya en la propia Escuela de Bellas Artes la personalidad del pintor burgalés y confiando él mismo en sus progresos, en seis de noviembre de 1880, solicita de la Diputación que, estando próximo a finalizar sus estudios en la Escuela Especial de San Fernando y deseando proseguirlos en Roma, se le aumente la pensión "como hacen otras Diputaciones". 
El veinte de abril de 1881, la Diputación de Burgos "le aumenta dos mil pesetas a las mil que viene disfrutando". En veintidós del mismo mes, el pintor agradece la pensión y regala a la Institución el cuadro La jura de Santa Gadea.
Por escrito de cinco de noviembre de 1881, A. G. P. da cuenta de haberse incorporado a la Academia de Bellas Artes de Roma.
A partir de 1881, el año en que se incorpora García Prieto, se hizo obligatorio que los pensionados solteros viviesen en la residencia que se había acondicionado para ellos en el edificio de la Academia, en el antiguo monasterio de San Pietro in Montorio, cuyas nuevas dependencias se inauguraron en 1881. 
En junio de 1883, la Corporación provincial burgalesa acepta el cuadro La tarantella. Costumbres de la campiña romana, cuadro que solicita el alcalde de la ciudad Manuel de la Cuesta y Cuesta, para una Exposición de Pinturas a celebrar en la Sala de Quintas de las Casas Consistoriales con motivo de las Ferias y Fiestas de San Pedro. La Diputación concede a García Prieto una gratificación de 1.500 pesetas por el regalo. Al año siguiente, 1884, regala a la Diputación el enorme lienzo (3,05 x 2,15 cm.) Cayo Mario en las ruinas de Cartago, otorgándosele una gratificación de mil quinientas pesetas En Roma, y quizá a principios de 1884, publicó un comentario sobre Andrés García Prieto y su pintura, el crítico Giuseppe Stopiti, Editore e Redattore, en "Gallería Biográfica", Roma. Tras hacer una brevísima semblanza sin apenas datos, elogia la pintura y comenta los cuadros "Tarantella" y "Cayo Mario", deplorando que no se le mantenga la ayuda para seguir en Italia. 
Da cuenta A. García Prieto de dos exposiciones en Roma con los cuadros que envía a España pues "el Alcalde Presidente (de Roma) tuvo a bien concedemos dos magníficos salones para que expusiéramos las obras". 
La otra exposición se celebró en la Academia Española y estuvieron, entre los destacados, Moreno Carbonero y Sánchez Barbudo. No podrá García Prieto personarse en la Exposición Nacional de Madrid, y se irá a Florencia y Venecia mostrando inquietud por la colocación del cuadro suyo en la Nacional, inquietud que expondrá en varias ocasiones. 
Haber abandonado Roma, alegrándose enormemente de estar en Venecia de la que le entusiasma todo; y cuenta que recorre calle, canales, puentes y ve casas, palacios, etc.

## Última etapa
García Prieto cursa estudios en la Escuela de Bellas Artes de San Fernando, cosa que de los burgaleses conseguiría muy pocos. Incluso algunos después famosos e influyentes artistas de por estas épocas, fracasaron en ese empeño.
Coincidió con otros artistas burgaleses de la época como Dióscoro Puebla, nacido en Melgar de Fernamental en 1831, Evaristo Barrio Sáinz, Isidro Gil Gabilondo, que desarrolló su actividad artística en Burgos hasta su muerte. Marceliano Santa María nació en 1866, es decir, veinte años después que García Prieto.
En abril de 1885 la Diputación de Burgos resuelve no incluir en el presupuesto de 1885-86, la pensión de tres mil pesetas para el pintor de Peral de Arlanza, pero confía en no abandonar los estudios. También le convenía hacerse a la idea de que habría de vivir de su trabajo artístico. Y además, su padre podría en última instancia ayudarle porque según se deduce de lo que después heredará el pintor, debía poseer ya considerables tierras de labor, y ganado. 
Sin noticias directas de A. G. Prieto en los años siguientes, parece que debe continuar en Venecia, pues de 1887 es un cuadro La sala de banderas. Aunque por al menos dos cuadros fechados en Roma en 1885 debió regresar a la capital italiana temporalmente; o fue alternativa la estancia en Venecia.
La causa de trasladarse a Santander, en una añoranza por la tierra española y el clima poco sano de la ciudad de los canales en la que ya había conocido una epidemia de cólera. Y de joven había tenido quebrantada la salud, si bien de hombre maduro recuerdan sus descendientes que cazaba frecuentemente (duro ejercicio) y disfrutaba, acaso excesivamente, con la comida. Fechado en 1892 hay un cuadro de G. Prieto, Los Picos de Europa y que por otros sin datar pero de paisaje cántabro y también de su pueblo natal en el que pasaba temporadas, hacen suponer que a comienzos de 1890 ya estaría residiendo en Santander, sin conocer tampoco cuál sería su relación con los pintores cántabros. También sabemos que en 1892 concurrió a la Exposición Regional Leonesa donde obtuvo Medalla de Plata.
Falleció en Santander a los 69 años.

## Obra más significativa
- Paisaje de la Casa de Campo, pintado en 1878.
- Los borrachos (copia de Velázquez), pintado en 1878.
- Jura de Santa Gadea, pintado en 1881.
- Corazón de Jesús y Corazón de María, pintado en 1881.
- Salomé con la cabeza de Bautista, pintado en 1882.
- La Tarantella, pintado en 1883.
- Autorretrato de pintor con capa, pintado en 1885.
- Barcos, redes y un hombre que se dirige a un barco, pintado en 1887.
- Traseras de Venecia, 1887.
- Palacio Ducal de Venecia, pintado 1887.
- Venecia. Palacio Lavia, pintado en 1890.
- Río, puente de palos y árboles, pintado en 1900.
- Bodegón, pintado en 1904.
- Los socios de San Vicente, pintado en 1905.
- Vista de Santander, pintado en 1915.